# If (Pink Floyd)
If è il pezzo d'apertura del secondo lato di Atom Heart Mother, scritto e interpretato da Roger Waters.

## Il brano
Un semplice arpeggio di chitarra introduce la voce di Roger Waters. È una delle canzoni più intime scritte dal bassista e si riferisce agli aspetti più difficili del suo carattere. Qualche critico ha affermato che il brano rappresenta il primo tentativo di esprimere i sensi di colpa provati da Waters per il modo in cui lui si era comportato con Syd Barrett, estromettendolo di fatto dalla band (era stato proprio lui a comunicare all'amico che il suo contributo nel gruppo non era più gradito).
Il testo del brano è impostato come l'omonima poesia di Rudyard Kipling, con la differenza che il poeta si rivolge al figlio mentre l'autore del brano a se stesso.

## Formazione
Musicisti
- Richard Wright: Piano, organo Hammond
- Roger Waters: voce, chitarra classica, basso
- David Gilmour: chitarra lap steel
- Nick Mason: batteria

Tecnico del suono
- Peter Bown
- Alan Parsons

## Cover e riferimenti
Neil Hannon, cantante e leader dei Divine Comedy, si è ispirato alla canzone per la sua If, contenuta in A Short Album About Love del 1997. Nel 2003 il cantautore italiano Morgan ha inciso una reinterpretazione del brano in lingua italiana (con il titolo Se) nel suo album Canzoni dell'appartamento.